# Syzygium lanceolatum
Syzygium lanceolatum là một loài thực vật có hoa trong Họ Đào kim nương. Loài này được (Lam.) Wight & Arn. miêu tả khoa học đầu tiên năm 1834.